# 방패용사 성공담

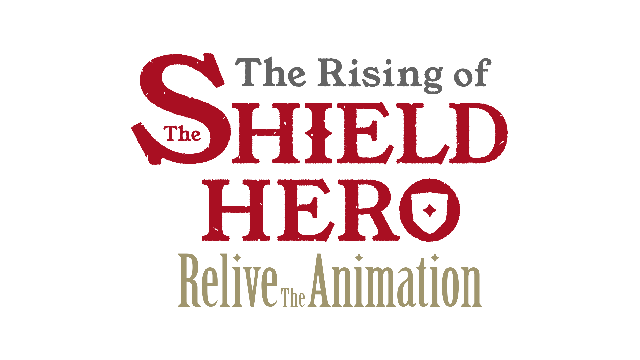

방패용사 성공담(防牌勇士 成功譚 / 盾の勇者の成り上がり)는 아네코 유사기가 원작한 일본의 라이트 노벨 소설 작품이다. 「소설가가 되자」에서 2012년부터 웹 소설로 발간, 2013년부터 MF문고(KADOKAWA)에서 간행되었다. 애니메이션으로는 2021년 2019년 1월부터 6월까지 1기가 방영되었으며, 2기는 2021년 4분기에 방영 예정이었으나 모종의 이유로 연기되어 2022년 4월부터 6월까지 방영, 3기는 2023년 10월부터 12월까지 방영되었다. 4기는 2025년 7월부터 방영될 예정이다.

## 줄거리
평범한 오타쿠 대학생 이와타니 나오후미는 도서관에서 책을 보던 도중 사성무기서라는 책을 발견하고 그 책을 보게 된다. 그 순간 정신을 잃게 되고 깨어보니 검, 창, 활의 용사와 함께 자신도 모르게 이 세계에 소환되어 있었다. 그리고 그의 손에는 어째서인지 방패가 붙어있었다. 나오후미는 평화로운 이세계 생활을 하려 하지만 어떠한 사건으로 인해 다른 용사들에게 미움을 사고 왕궁에서 쫓겨나며 복수를 다짐하고 이세계 곳곳을 방랑하게 된다.

## 주요 인물
- 이와타니 나오후미: 방패의 용사로 마인공주의 계략으로 왕국에서 멸시를 받으며 차별당한다.
- 키타무라 모토야스: 창의 용사로 마인공주와 계략을 짜 나오후미의 명예를 떨어뜨린다.
- 아마키 렌: 검의 용사로 나오후미와 왕국사이에서 중립적인 모습을 보인다.
- 카와스미 이츠키: 활의 용사로 나오후미와 적대적인 관계이며 거만한 태도를 보인다.